# Alnwick
Alnwick (; IPA /ˈænɪk/) è una città di mercato del Regno Unito nella contea inglese del Northumberland.

## Panoramica
Un'espressione della rivista Country Life, dell'ottobre 2002, definisce Alnwick la più pittoresca città di mercato del Northumberland, e il miglior posto dell'Inghilterra in cui vivere.
La cittadina si trova a 32 miglia (51 km circa) a sud di Berwick-upon-Tweed e del confine scozzese, e 5 miglia (8 km circa) interna alla spiaggia di Alnmouth.